# Nemesis (Game Boy)
Nemesis es el primer videojuego portátil en la saga Gradius, que fue publicado originalmente para Game Boy en 1990.
- Datos: Q14744083